# Kunje
Kunje este un sat din comuna Bar, Muntenegru. Conform datelor de la recensământul din 2003, localitatea are 469 de locuitori (la recensământul din 1991 erau 416 locuitori).

## Demografie
În satul Kunje locuiesc 383 de persoane adulte, iar vârsta medie a populației este de 42,5 de ani (43,4 la bărbați și 41,4 la femei). În localitate sunt 154 de gospodării, iar numărul mediu de membri în gospodărie este de 3,05.
|  |

| Demografie | Demografie | Demografie |
| An         | Locuitori  | Locuitori  |
| ---------- | ---------- | ---------- |
|            |            |            |
|            |            |            |
|            |            |            |
|            |            |            |
| 1948       | 427        |            |
| 1953       | 407        |            |
| 1961       | 453        |            |
| 1971       | 488        |            |
| 1981       | 493        |            |
| 1991       | 416        | 337        |
| 2003       | 570        | 469        |

| \| Componența etnică conform recensământului din 2003[2] \| Componența etnică conform recensământului din 2003[2] \| Componența etnică conform recensământului din 2003[2] \| Componența etnică conform recensământului din 2003[2] \| Componența etnică conform recensământului din 2003[2] \| \| ----------------------------------------------------- \| ----------------------------------------------------- \| ----------------------------------------------------- \| ----------------------------------------------------- \| ----------------------------------------------------- \| \| \| \| \| \| \| \| Muntenegreni \| Muntenegreni \| \| 318 \| 67,8% \| \| Sârbi \| Sârbi \| \| 80 \| 17,05% \| \| Musulmani \| Musulmani \| \| 20 \| 4,26% \| \| Bosniaci \| Bosniaci \| \| 13 \| 2,77% \| \| Macedoneni \| Macedoneni \| \| 6 \| 1,27% \| \| Croați \| Croați \| \| 3 \| 0,63% \| \| Iugoslavi \| Iugoslavi \| \| 1 \| 0,21% \| \| necunoscută \| necunoscută \| \| 15 \| 3,19% \| |              |  |     |        |
| Componența etnică conform recensământului din 2003 |              |  |     |        |
| |              |  |     |        |
| Muntenegreni | Muntenegreni |  | 318 | 67,8%  |
| Sârbi | Sârbi        |  | 80  | 17,05% |
| Musulmani | Musulmani    |  | 20  | 4,26%  |
| Bosniaci | Bosniaci     |  | 13  | 2,77%  |
| Macedoneni | Macedoneni   |  | 6   | 1,27%  |
| Croați | Croați       |  | 3   | 0,63%  |
| Iugoslavi | Iugoslavi    |  | 1   | 0,21%  |
| necunoscută | necunoscută  |  | 15  | 3,19%  |